# Antonio Cordero
Antonio José Cordero Campillo (Jerez de la Frontera, 14 november 2006) is een Spaans voetballer die doorgaans speelt als vleugelspeler. In juli 2025 verruilde hij Málaga voor Newcastle United.

## Clubcarrière
Cordero zat tijdens zijn jeugd bij Jerez Alternativa, Xerez Balompié, Cádiz, Sevilla en Real Betis, voor hij in 2021 terechtkwam bij Málaga. Hier tekende hij in november 2022 zijn eerste professionele contract. Hij maakte zijn debuut in de Primera Federación op 2 september 2023, tegen Atlético Madrid B. Met zijn debuut werd hij de op drie na jongste debutant uit de clubgeschiedenis. Aan het einde van het seizoen promoveerde Cordero met Málaga naar de Segunda División. Op dat tweede niveau kwam hij tot zes doelpunten in negenendertig wedstrijden.
Het contract van Cordero liep af in de zomer van 2025 en in juni van dat jaar gaf hij aan deze niet te willen verlengen. Een paar dagen na deze aankondiging tekende hij een voorcontract bij Newcastle United, ingaande na het aflopen van zijn verbintenis bij Málaga. Bij de Engelse club tekende hij voor vijf seizoenen. Newcastle besloot hem die zomer direct te verhuren aan Westerlo.

## Clubstatistieken
| Seizoen | Club             | Competitie         | Competitie | Competitie | Beker | Beker | Internationaal | Internationaal | Totaal | Totaal |
| Seizoen | Club             | Competitie         | Wed.       | Dlp.       | Wed.  | Dlp.  | Wed.           | Dlp.           | Wed.   | Dlp.   |
| ------- | ---------------- | ------------------ | ---------- | ---------- | ----- | ----- | -------------- | -------------- | ------ | ------ |
| 2023/24 | Málaga           | Primera Federación | 19         | 1          | 3     | 0     | —              | —              | 22     | 1      |
| 2024/25 | Málaga           | Segunda División   | 39         | 6          | 1     | 0     | —              | —              | 40     | 6      |
| 2025/26 | Newcastle United | Premier League     | —          | —          | —     | —     | —              | —              | —      | —      |
| 2025/26 | → Westerlo       | Eerste klasse A    | 2          | 0          | 0     | 0     | 0              | 0              | 2      | 0      |
| Totaal  | Totaal           | Totaal             | 60         | 7          | 4     | 0     | 0              | 0              | 64     | 7      |

Bijgewerkt op 20 augustus 2025.